# Dasybasis diaguita
Dasybasis diaguita är en tvåvingeart som beskrevs av Coscaron 1991. Dasybasis diaguita ingår i släktet Dasybasis och familjen bromsar. Inga underarter finns listade i Catalogue of Life.